# Hana Lipovská
Hana Lipovská (* 9. listopadu 1990 Boskovice) je česká ekonomka, členka správní rady Institutu svobody a demokracie od 2019, od května 2020 do září 2021 členka Rady České televize.

## Život

### Studium
V dětství žila v Meziříčku u Letovic a chodila do letovické základní školy. V letech 2002 až 2010 vystudovala Gymnázium Blansko a následně v letech 2010 až 2015 obor hospodářská politika na Ekonomicko-správní fakultě Masarykovy univerzity (získala titul Ing.), kde pokračovala doktorským studiem a mezi lety 2017 a 2021 působila jako asistentka na katedře ekonomie.

### Práce a publikační činnost
V letech 2008 až 2009 se podílela na tvorbě soutěžních otázek pro televizní pořad AZ-kvíz, v roce 2013 zpracovávala šetření pro Český statistický úřad a Ministerstvo školství, mládeže a tělovýchovy ČR. Ve školním roce 2015/2016 vedla semináře ekonomie na brněnském Gymnáziu Matyáše Lercha a mezi lety 2015 a 2019 působila jako analytička pro Institut Václava Klause. Od ledna 2020 působí v Institutu svobody a demokracie, který v prosinci 2019 založila Jana Bobošíková.
Je členkou České společnosti ekonomické, Jednoty českých matematiků a fyziků a The American Economic Association. Za svou práci získala několik akademických ocenění, například Cenu prof. Františka Vencovského pro mladé ekonomy do 35 let pořádanou Vysokou školou finanční a správní za stať „Fiskální placebo“.
Je autorkou knihy Kdo chce naše peníze? Ekonomie bez politické korektnosti (2018) a publikace Moderní ekonomie: Jednoduše o všem, co byste měli vědět (2017).
K září 2021 neměla publikovaný žádný vědecký článek v ekonomických časopisech zařazených v Academic Journal Guide, který je de facto standardem pro hodnocení kvality ekonomického výzkumu. V impaktovaných časopisech databáze Web of Science měla pouze jeden článek vycházející z její diplomové práce, publikovaný v časopise Politická ekonomie s Impakt faktorem 0,319. V alternativním žebříčku SCImago měla publikace dvě (v časopisu Politická ekonomie a časopisu Statistika). Tyto počty jsou nízké i v porovnání s jinými mladými českými ekonomkami. Podle Jiřího Nováka z Institutu ekonomických studií Fakulty sociálních věd UK tedy „Hana Lipovská zjevně není renomovanou ekonomkou,“ svoje ekonomické názory tedy nepovažuje za nutné prověřit nezávislým lektorským řízením v mezinárodním časopise a necítí potřebu je zpřístupnit odborné veřejnosti uveřejněním v takovém mezinárodním časopise. Její tvorba spíše spadá do ekonomické beletrie.[zdroj?]

### Kandidatura do Rady České televize
Na začátku roku 2020 byla Českou biskupskou konferencí nominována do Rady České televize. Tato nominace byla vnímána jako kontroverzní kvůli jejím vyjádřením, ve kterých zpochybňovala smysl existence veřejnoprávních médií, a kvůli její činnosti v Institutu Václava Klause. Dne 31. ledna 2020 publikovala skupina senátorů otevřený dopis, ve kterém vyzývali Českou biskupskou konferenci ke stažení této nominace. Její předseda Dominik Duka kritiku nominace odmítl s tím, že kritické hlasy v Radě ČT mohou televizi prospět. Například plzeňský biskup Tomáš Holub později nominaci Lipovské označil za chybu. Nominaci Lipovské kritizovalo také vedení České křesťanské akademie.
Dne 27. května 2020 byla Poslaneckou sněmovnou PČR zvolena spolu s Lubošem Xaverem Veselým a Pavlem Matochou do Rady České televize. V tajné volbě získala 114 hlasů ze 193 možných hlasů (ke zvolení bylo potřeba alespoň 97 hlasů).
Reportéři pořadu České televize 168 hodin ji zachytili ve společnosti Jiřího Ovčáčka a byla zastižena také při vystupování z limuzíny Pražského hradu. V tu dobu již byla členkou Rady České televize.

### Činnost v Radě České televize
Její působení v Radě ČT bylo vnímáno jako kontroverzní např. kvůli odvolání odborné dozorčí rady, k němuž došlo 11. listopadu 2020 bez relevantního zdůvodnění a bez připuštění jakékoliv diskuse k návrhu. Podle části odborníků na právo i podle usnesení Senátu Parlamentu České republiky byla některá její rozhodnutí protizákonná, což např. v případě odvolání dozorčí rady potvrdil v říjnu 2022 i Nejvyšší správní soud ČR. Činnost Hany Lipovské v Radě ČT kritizovala rovněž část poslanců, plzeňský biskup Tomáš Holub nebo ministr kultury ČR Lubomír Zaorálek (ČSSD). Její činnost byla popisována jako „snaha usilovně najít jakýkoliv sebemenší přešlap“ ze strany vedení České televize, a tím otevřít cestu k odvolání jejího generálního ředitele, Petra Dvořáka.
Dne 7. dubna 2021 na zasedání Rady ČT obvinila Lipovská nepřítomného Petra Dvořáka ze střetu zájmů, ke kterému podle ní mělo dojít, když si ČT objednala IT školení u firmy Gopas, kde je Petr Dvořák spoluvlastníkem. Lipovská prohlásila, že jde o ohrožování „podstaty veřejnoprávní televize“. Rada odhlasovala, že se nepřítomný Dvořák, který byl z jednání rady omluven z rodinných důvodů, bude muset k tomuto obvinění vyjádřit. Petr Dvořák označil jednání Lipovské za „extrémní výraz politizace agendy Rady ČT“. Naproti tomu Ondřej Slačálek se v článku periodika Alarm Lipovské zastal; společné podnikání ředitele ČT s manažerem největší firmy Česka (PPF), navíc odvádějící daně v Nizozemsku, je podle něho špatné a je v rozporu s nezávislostí ČT. Navíc se podle něj Lipovská stala terčem nepřijatelné šikany.
Haně Lipovské byla v dubnu 2021 Policií ČR přidělena krátkodobá policejní ochrana. Podle týdeníku Respekt požádala Lipovská o policejní ochranu na pražském krajském ředitelství Policie ČR, jako důvod uvedla obavu o život kvůli výhrůžkám a urážkám na sociálních sítích souvisejících s funkcí radní ČT a podala také trestní oznámení. Cítit ohrožena se měla ze strany ředitele ČT Dvořáka a „podnikatelského prostředí, ve kterém se (Dvořák) pohybuje.“ K žádosti o policejní ochranu ji měli také vyzvat Radek Koten a Antonín Staněk. Lipovská sama tuto verzi rozporuje, včetně tvrzení o podání trestního oznámení. Ministr vnitra Jan Hamáček vyzval Generální inspekci bezpečnostních sborů, aby přidělení policejní ochrany Lipovské pražskou policií prověřila. Výsledky této kontroly nebyly zveřejněny.

### Kandidatura do Poslanecké sněmovny Parlamentu ČR
Ve volbách do Poslanecké sněmovny PČR v roce 2021 kandidovala v Pardubickém kraji v čele kandidátky strany Volný blok. Členství v Radě České televize si chtěla ponechat až do voleb. Členství v Radě je neslučitelné s mandátem poslance a člen Rady ani nesmí zastávat žádnou funkci v politických stranách nebo politických hnutích. Za své nejdůležitější téma při kandidatuře do Poslanecké sněmovny označila Lipovská bezpodmínečné vystoupení Česka z Evropské unie. Ve volbách nebyla zvolena, Volný blok získal pouze 1,33 % hlasů a nepřekročil tak hranici pro vstup do Poslanecké sněmovny.

### Odvolání z Rady České televize
Na základě její kandidatury ve sněmovních volbách doporučil dne 7. září 2021 po jednomyslném hlasování Volební výbor Poslanecké sněmovny Parlamentu ČR plénu Poslanecké sněmovny odvolat Hanu Lipovskou z její funkce v Radě České televize. Z funkce členky Rady České televize byla Poslaneckou sněmovnou PČR odvolána dne 17. září 2021.

### Aby bylo jasno
V roce 2020 Jana Bobošíková spolu s Hanou Lipovskou vydaly knihu Aby bylo jasno, aneb, Vrátí se Marx a Lenin? V lednu 2021 spolu založily YouTube kanál Aby bylo jasno, jehož hlavními tématy jsou politika, ekonomie a média. Od roku 2023 zde Hana Lipovská vysílá svůj pořad Svobodný trh, ve kterém se věnuje ekonomickému dění. Dne 21. srpna 2024 kanál dosáhl milníku 100 tisíc odběratelů.